# Montana Amazon
Montana Amazon is een Amerikaanse komische film uit 2012 onder de regie van D.G. Brock met in de hoofdrollen Olympia Dukakis, Haley Joel Osment en Alison Brie. Montana Amazon is voor het eerst vertoond op het Orlando Film Festival in 2010.

## Rolverdeling
| Acteur              | Personage |
| ------------------- | --------- |
| Olympia Dukakis     | Ira       |
| Haley Joel Osment   | Womple    |
| Alison Brie         | Ella      |
| Veronica Cartwright | Margaret  |
| Ellen Geer          | Vernice   |
| Lew Temple          | Trevor    |
| James MacDonald     | Heirik    |
| Liza Del Mundo      | Kathy     |
| Angel Oquendo       | Richard   |

## Prijzen en nominaties
Prijzen (2010)
- De Orlando Film Festival Award voor Beste Vrouwelijke Bijrol (Alison Brie)
- De Big Apple Film Festival Award voor Beste Film